# Edificio del Banco de Bilbao
L'Edificio del Banco de Bilbao è un edificio storico della città di Barcellona in Spagna. 

## Storia
L'edificio venne eretto tra il 1946 e il 1952 per il Banco de Bilbao secondo il progetto dell'architetto spagnolo Eugenio Pedro Cendoya Oscoz.
Il palazzo è stato sottoposto a un intervento di riabilitazione tra il 2001 e il 2006. Nel 2016 Zara ha aperto un suo punto vendita nell'edificio.

## Descrizione
L'edificio si affaccia sulla Plaça de Catalunya nel centro di Barcellona. Occupa un lotto d'angolo con angolo smussato; su quest'ultimo sorge la facciata principale, sormontata da una torretta che si eleva sul resto dell'edificio. Presenta uno stile architettonico a metà tra il classicismo spogliato del dopoguerra e l'architettura degli anni 1930, fortemente influenzata dalla scuola di Chicago.

## Galleria d'immagini

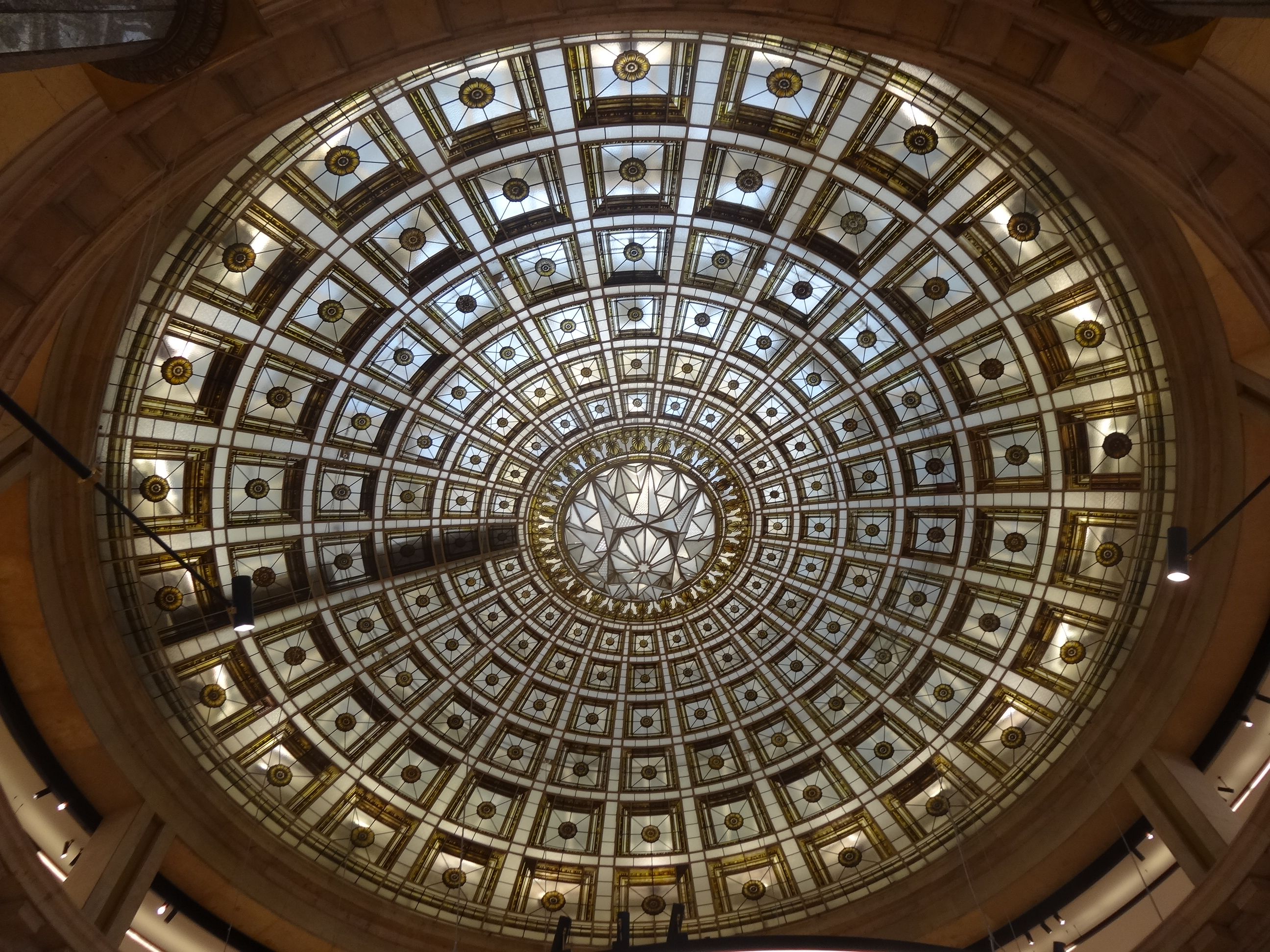
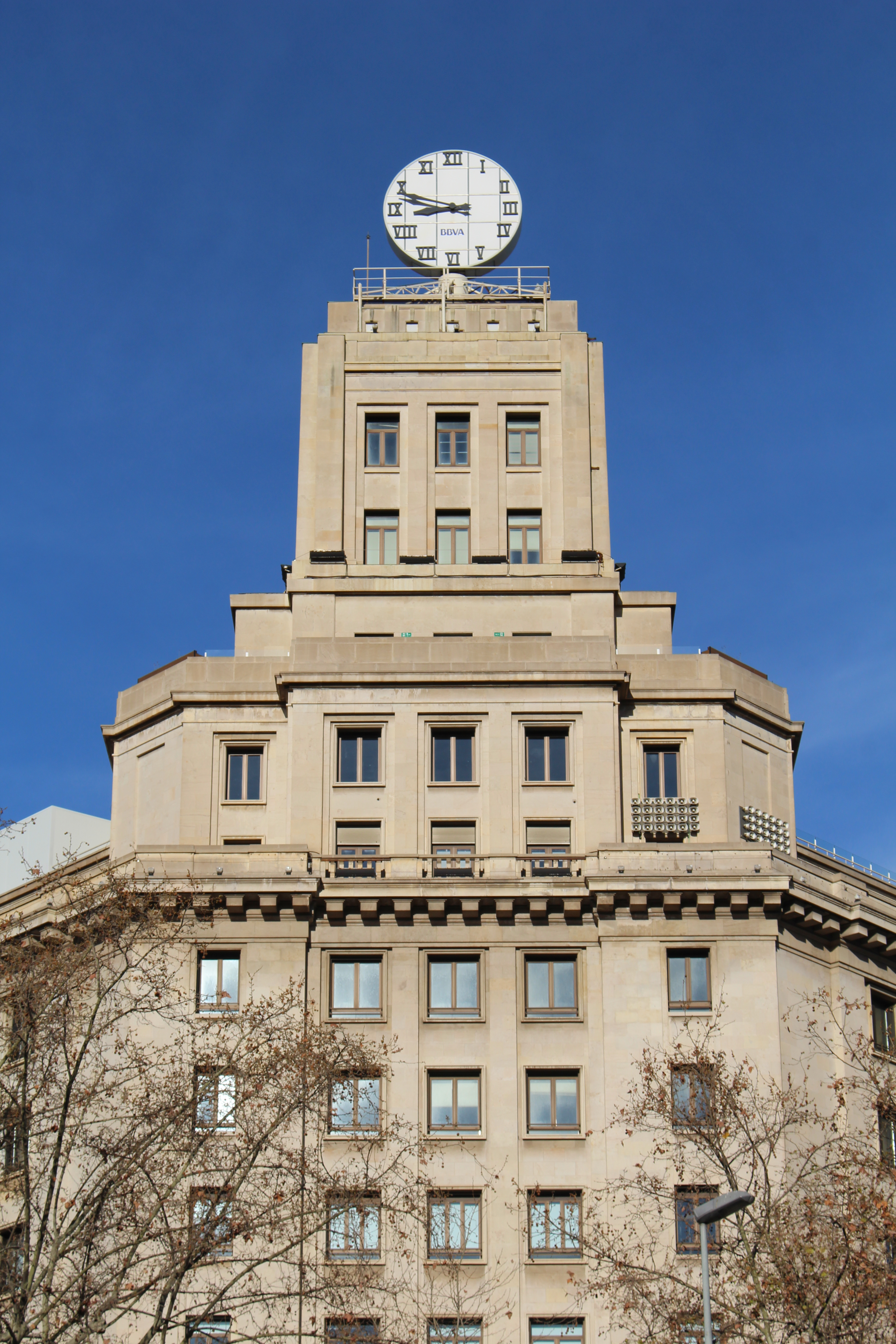
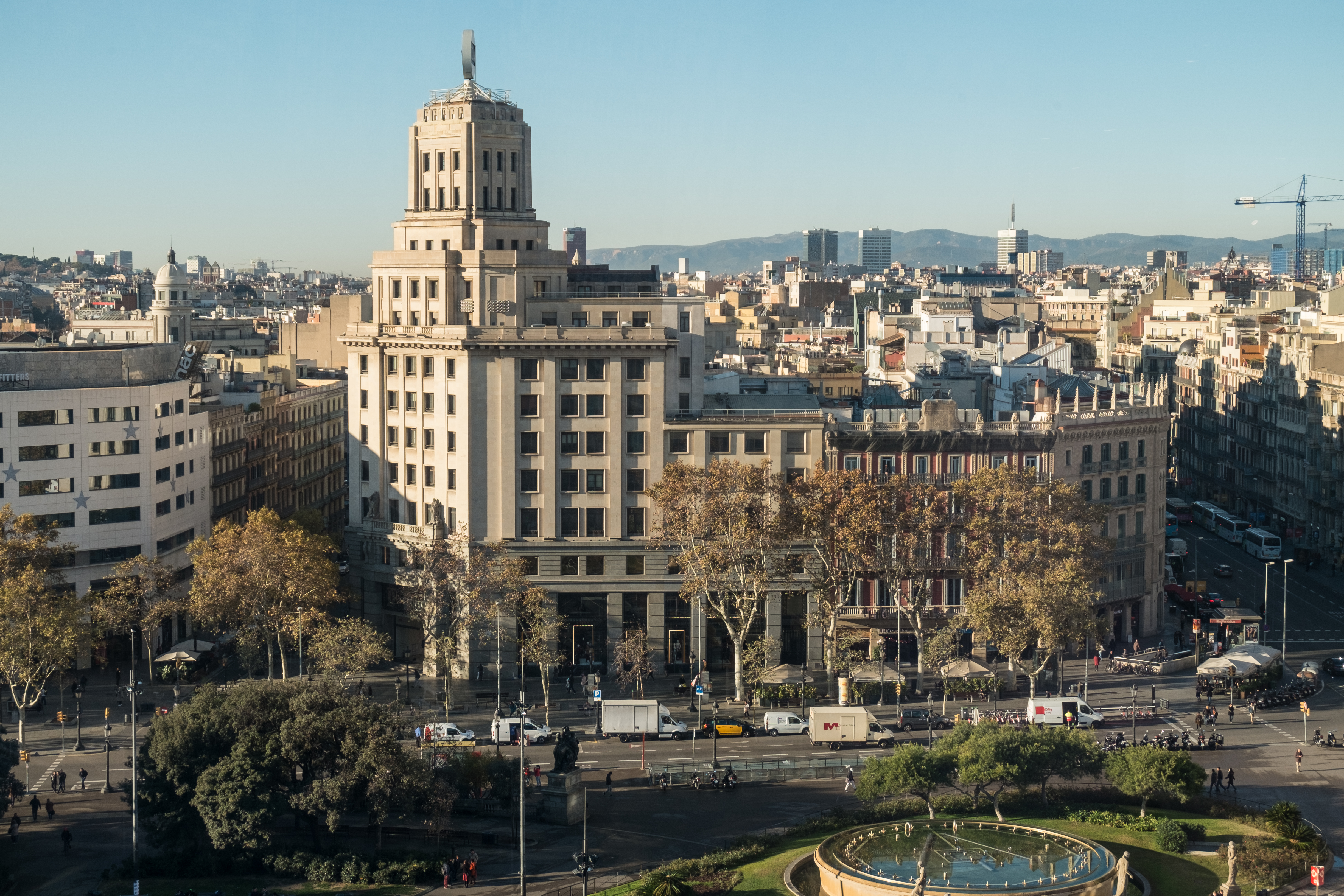